# Hainan Dao
Hainan Dao är en ö i Kina. Den ligger i provinsen Hainan, i den södra delen av landet, omkring 150 kilometer sydväst om provinshuvudstaden Haikou.
Genomsnittlig årsnederbörd är 2 305 millimeter. Den regnigaste månaden är juli, med i genomsnitt 380 mm nederbörd, och den torraste är januari, med 15 mm nederbörd.